# Borgmeiermyia peruana
Borgmeiermyia peruana är en tvåvingeart som beskrevs av Arnaud 1963. Borgmeiermyia peruana ingår i släktet Borgmeiermyia och familjen parasitflugor.
Artens utbredningsområde är Peru. Inga underarter finns listade i Catalogue of Life.